# Fissicalyx fendleri
Genre
Espèce
Synonymes
- Monopteryx jahnii Pittier[2]

Fissicalyx fendleri est une espèce de plantes à fleurs dicotylédones de la famille des Fabaceae, sous-famille des Faboideae, originaire d'Amérique centrale et d'Amérique du Sud. C'est l'unique espèce acceptée du genre Fissicalyx (genre monotypique)